# (34229) 2000 QE92
2000 QE92 (asteroide 34229) é um asteroide da cintura principal. Possui uma excentricidade de 0.10569830 e uma inclinação de 3.25248º.
Este asteroide foi descoberto no dia 25 de agosto de 2000, por LINEAR em Socorro.